# Natalie Horler
Natalie Christine Horler (Bonn, Alemania Occidental; 23 de septiembre de 1981) es una cantante alemana, conocida a nivel internacional por ser la vocalista del grupo germano de eurodance Cascada. El grupo consta de Natalie además de los dos DJs y productores DJ Manian y Yanou. Natalie y Manian tuvieron además un proyecto llamado Siria.

## Biografía
Natalie Horler, nacida en Bonn, Renania del Norte-Westfalia, Alemania el 23 de septiembre de 1981 como Natalia Christine Horler. Aunque nació en Alemania, ha afirmado que vivía un estilo de vida muy inglés dado que sus padres eran ingleses. 
Su padre, David Horler es un músico de jazz. Cuando era niña, grabó muchas veces en el estudio de su padre en casa. Esta experiencia la ayudó a decidir hacerse cantante. Además de cantar, a Horler le gusta mucho bailar: ha hecho varias clases de danza incluyendo jazz y hip-hop. También participó en varias obras de teatro cuando era adolescente.

## Carrera
Cuando tenía 17 años, Horler empezó su carrera musical, en primer lugar trabajando en bares y casinos, y después en un estudio, grabando canciones para varios DJ's. Eventualmente, formó el grupo Cascada con DJ Manian y Yanou (conocido por su Gran Éxito, Heaven, con DJ Sammy y Dominique van Hulst), y comenzó a salir de gira con sus bailarines Essa y Falk. 
El 21 de febrero de 2006, el primer álbum de Cascada, titulado Everytime We Touch, fue puesto en venta en los Estados Unidos. Su canción más conocida hasta ahora es del disco Everytime We Touch. Tuvo éxito en algunos lugares, logrando el décimo lugar en el Hot Billboard Chart de los Estados Unidos. También obtuvo el duodécimo lugar en la lista de éxitos británicos, octavo lugar en la lista de éxitos de Israel por dos semanas y el quinto lugar en Irlanda por dos semanas, su mayor éxito. Horler afirma que en ese momento fueron abrumados con el éxito que habían tenido. Les sugirieron que  pusieran en venta la canción en el momento perfecto y por eso se consideran muy afortunados (en particular en los EE. UU., donde la música dance casi nunca ha logrado un buen lugar en la lista de éxitos). El éxito del álbum hizo obtener un World Music Awards. 
Otras canciones conocidas de la artista son Bad Boy, Miracle, Truly Madly Deeply y What Hurts The Most, todas con la agrupación Cascada. Su segundo álbum, Perfect Day, fue puesto en venta el 3 de diciembre de 2007. El álbum tuvo éxito en algunos lugares de Europa, logrando el noveno lugar en la lista de éxitos británicos. El disco What Hurts The Most fue un pequeño éxito en países como los EE. UU. y Alemania. Logró al duodécimo lugar en el Reino Unido, lo hizo mejor en Suecia (décimo lugar). Pero en Francia y en Austria logró el noveno lugar.
Horler a menudo se luce su acento inglés cuando habla algunas letras de sus canciones, como A Neverending Dream y How Do You Do.
Natalie acaba de lanzar su nuevo single Evacuate the dancefloor, tema principal de su tercer disco con el mismo nombre que salió a la venta entre junio y julio del año pasado. Ahora, ha sacado su nuevo single Pyromania, que se sacó a la venta en febrero de 2011, el cual no ha tenido muchas ventas, y ha sido altamente criticado.
En mayo de 2013 representó a Alemania en el Festival de la Canción de Eurovisión (Malmö, Suecia) con la canción "Glorious" (como componente del grupo "Cascada"), quedando en  la posición 21 con 18 puntos.

## Vida personal
Horler vive en Bonn, Alemania. En mayo de 2011, Natalie se casó con Moritz Raffelberg en una boda íntima en Italia. El 23 de septiembre de 2015 nació su hija Jamie, el cual coincide con su cumpleaños

## Televisión
Durante el otoño de 2006, Horler hizo su primera incursión en la televisión como presentadora invitado en Back @ Ya en bpm:tv, un canal de cable de Toronto que se emite sobre todo en Canadá y algunas partes de los EE. UU. 
También en 2006, se presentó en Live with Regis and Kelly para promover su álbum, Everytime We Touch. Ha sido presentadora de The Clubland Top 50, para el canal de música The Hits y en otros muchos programas de televisión, la mayoría en Europa. Una actuación digna de mención fue el promover la versión británica de Perfect Day en GMTV en 2007, cantando Last Christmas en directo. Natalie después volvió a GMTV el 28 de julio de 2008, cantando Because The Night en directo.